# Kurt Julius
Kurt Julius (* 28. Januar 1909 in Hannover; † 4. August 1986 in Kirchheim bei München) war ein deutscher Fotograf. Er gilt als einer der bedeutendsten Nachkriegsfotografen Hannovers und als Chronist des Theaterlebens der Stadt von 1949 bis zum Ende der 1970er Jahre.

## Biographie
Kurt Julius kam 1909 als Sohn des Fotografen Hugo Julius in Hannover auf die Welt. Er hatte zwei Schwestern, Ilse und Katja. Seine zwei Jahre ältere Schwester Ilse arbeitete ebenfalls als Fotografin, die ein Jahr jüngere Schwester Katja war seit 1945 mit dem Filmregisseur Rudolf Jugert verheiratet.
Kurt Julius heiratete 1945 Anneliese Marie Köppen und hatte mit ihr zwei Kinder: Jörg (geb. 1947) und Claudia (geb. 1949). 1980 zogen Kurt und Anneliese Julius von Hannover nach Kirchheim in der Nähe von München. Dort arbeitete er als freier Fotograf.
Julius gehörte der Gesellschaft Deutscher Lichtbildner (GDL) und der Deutschen Gesellschaft für Photographie e. V. (DGPh) an. Er starb am 4. August 1986 in Kirchheim.
1993 erwarb das Theatermuseum Hannover seinen fotografischen Nachlass.

### Ausbildung
Kurt Julius verlebte seine Schulzeit in Hannover, wo er die Bismarckschule besuchte. 1928 begann er sein Fotografie-Studium an der Bayerischen Staatslehranstalt für Lichtbildwesen in München, das er 1930 mit Auszeichnung beendete. Bis zu seiner Meisterprüfung 1937 arbeitete er in verschiedenen Fotoateliers im In- und Ausland.

### Hannover
1938 machte sich Julius selbstständig und übernahm das Fotoatelier seines Vaters Hugo Julius in der Georgstraße in Hannover, gegenüber dem Opernhaus. Es fiel 1943 den Luftangriffen auf Hannover zum Opfer. Bis 1953 betrieb Julius sein Studio in seiner Privatwohnung in der Ellernstraße, dann verlegte er es wieder in die Nähe des Opernhauses in die Rathenaustraße im Stadtzentrum.
Er arbeitet vornehmlich als Porträt-, Werbe- und Theaterfotograf. 1949 erhielt Kurt Julius seinen ersten Auftrag als Theaterfotograf, und zwar für die Inszenierung von Goethes „Faust II“ am Niedersächsischen Staatstheater Hannover. Von da an dokumentierte er das Wiederaufleben des Theaters nach dem Zweiten Weltkrieg in der niedersächsischen Landeshauptstadt. Julius begleitete die Aufführungen der Bühnen der Niedersächsischen Staatstheaters in Hannover bis 1979 (sein Freund und Berufskollege Joachim Giesel trat seine Nachfolge an). Julius Theaterfotografien sind aber nicht als reine Dokumentation zu sehen. Julius lichtete nicht nur die Szene ab, sondern inszenierte die Fotografien selbst, so dass sie den dramatischen Ablauf des Stückes wiedergaben und das Besondere der einzelnen Szene herausgestellten.
Über seinen Schwager Rudolf Jugert kam Julius in Kontakt mit der Filmindustrie. Für dessen Film Film ohne Titel von 1947/48 setzte er die Schauspieler fotografisch in Szene. Sein Foto der Hauptdarstellerin Hildegard Knef (1925–2002) wurde das Titelbild der ersten Ausgabe der Illustrierten Stern vom 1. August 1948. Im Laufe seiner langjährigen Tätigkeit für die Filmbranche fotografierte Julius zahlreiche prominente Schauspieler, was ihm die Bezeichnung „Starfotograf“ einbrachte. Über diesen Bereich seiner fotografischen Tätigkeit schrieb Kurt Julius 1950 einen Beitrag für das „Photo-Magazin“.
Den Fotografen verband eine enge Freundschaft zu dem Hannoveraner Maler Harald Schaub. Julius reproduzierte die Werke Schaubs für Ausstellungskataloge und zeitgenössische Feuilletonartikel. 1959 präsentieren beide ihre Werke auf einer gemeinsamen Ausstellung unter dem Titel Kamera und Kreide.
1950 erhielt Julius eine Einladung zur ersten „phokina“ (ab 1951: photokina) in Köln, der ersten Photo- und Kinoausstellung nach dem Krieg. Er war fortan mehrfach auf dieser weltweit bedeutenden Fotografie-Messe vertreten. 1950 und 1951 sind seine Werke mit der Silbernen Plakette ausgezeichnet worden. Im gleichen Jahr erhielt Julius 1950 eine Berufung in die Gesellschaft Deutscher Lichtbildner (GDL) und wurde 1951 in die neu gegründete Deutsche Gesellschaft für Photographie e. V. (DGPh) aufgenommen.

### Kirchheim
1980 übersiedelten Kurt und Anneliese Julius nach Kirchheim in der Nähe von München. Dort widmete er sich nur noch dem freien Werk, vor allem Porträtstudien. Unter anderem entstand eine Reihe mit Porträts bekannter Fotografen, zum Beispiel von Peter Keetman (1981).
Kurt Julius starb am 4. August 1986.

## Ausstellungen (Auswahl)
- 1958 Hamburg, Staatliche Landesbildstelle (Einzelausstellung)
- 1959 Hannover, Haus Kurt-Schumacher-Straße 38/40, Ecke Goseriede: Kamera und Kreide, zusammen mit dem Maler Harald Schaub
- 1967 Hannover, Handwerksform: Schauspiel im Foto (Einzelausstellung)
- 1969 Hannover, Städtische Galerie KUBUS: 10 Photographen in Hannover (Gruppenausstellung: Joachim Giesel; Wilhelm Hauschild; Udo Heuer; Kurt Julius; Heinz Koberg; Werner Koblizek; Reinhold Lessmann; Günter R Reitz; Heinrich Riebesehl; Umbo)
- 1970 Hannover, Marktgalerie: Drei Photographen und ein Mädchen (Gruppenausstellung: Heinrich Riebesehl, Kurt Julius, Joachim Giesel)
- 1977 Hannover, Galerie am Ballhof: 25 Jahre Theaterfotografie (Einzelausstellung)
- 1977 Hannover, Handwerksform: Photographie in Hannover (Gruppenausstellung)
- 1979 Hannover, Galerie Spectrum: Kurt Julius – Photographien 1945-1978 (Einzelausstellung) (mit Katalog)
- 1983 Leinfelden-Echterdingen, Städtische Galerie Filderhalle: GDL: Julius, Kurt / Moegle, Willi / Hildenhagen, Günter. Ausstellung von drei Fotografen der Gesellschaft Deutscher Lichtbildner GDL (mit Katalog)
- 2009 Hannover, Theatermuseum: Der Theaterfotograf Kurt Julius (1909-1986) (Sonderausstellung zum 100sten Geburtstag)

## Publikationen (Auswahl)
- Harald Schaub: Das Antlitz. Katalog der Ausstellung im Foto-Atelier Kurt Julius im März 1956, Hannover: Gebrüder Jänecke 1956 (Reprofotos: Kurt Julius)
- Kurt Julius, Schauspiel im Landestheater Hannover. Fotografiert von Kurt Julius, Herausgegeben von der Gesellschaft der Freunde des Hannoverschen Schauspielhauses e.V., Hannover: Madsack 1968
- Franz Reichert, Das Schauspiel in Hannover unter Franz Reichert. 1965–1973. Fotografiert von Kurt Julius, Hannover 1973
- Tassilo Knauf, Kloster Lüne. Fotografien von Ilse und Kurt Julius, Hannover 1974
- Kurt Julius, Photographien 1945–1978 (Ausstellungskatalog), Hannover: Galerie Spectrum 1979
- GDL-Ausstellung 1983: Kurt Julius, Willi Moegle, Günter Hildenhagen, Leinfelden-Echterdingen: GDL Gesellschaft Deutscher Lichtbildner e. V., 1983
- Ausst. Katalog Harald Schaub. Maler und Schreiber – Bilder aus 4 Jahrzehnten, kunstverein wunstorf, 1984. Mit einem Vorwort von Kurt Ewert. (Fotos: Kurt Julius)

## Auszeichnungen (Auswahl)
- 1950, 1951 photokina Köln, Silberne Plakette
- 1962 Niedersächsischer Staatspreis für das gestaltende Handwerk
- 1979 David-Octavius-Hill-Medaille der GDL[10]